# Línea Sida, Sexualidad y Derechos
El 0800 3131 es un número telefónico de Uruguay para informar de forma gratuita y confidencial sobre derechos, servicios, polìticas y programas de salud sexual y reproductiva, VIH e Interrupción Voluntaria del Embarazo. Como servicio adicional se aclaran cuestiones vinculadas a la práctica de la sexualidad.
A este servicio se puede acceder también desde móviles Antel mediante el número *3131 y las redes sociales Facebook e Instagram. El servicio funciona 12 horas al  día, de 8 a 20hrs

## Origen
El servicio fue lanzado en 1993 como Línea Sida. En el año 2012 es relanzado como «0800 Sexualidad y Derechos» durante la gestión de la intendenta Ana Olivera. En la actualidad es operado por la Intendencia de Montevideo junto a la Asociación de Ayuda al Sero Positivo, los Ministerios de Salud Pública y Desarrollo Social, y el Fondo de Población de las Naciones Unidas.